# Chelsea Winstanley

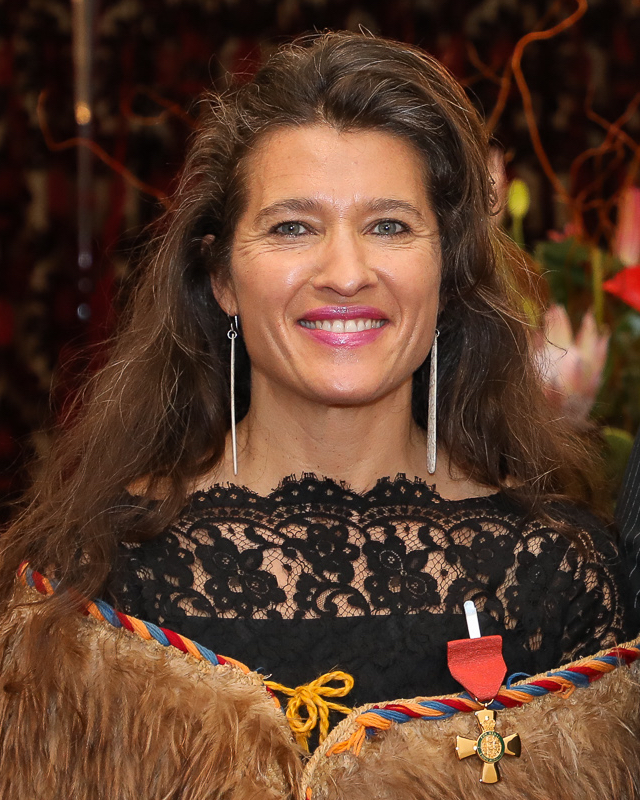
Chelsea Winstanley (2022)

Chelsea Winstanley (* 1976 in Tauranga) ist eine neuseeländische Filmproduzentin und Filmregisseurin. Die Produktion der Hitler-Satire Jojo Rabbit brachte ihr 2020 eine Oscar-Nominierung ein.

## Leben
Chelsea Winstanley wurde 1976 in Tauranga geboren und wuchs im Vorort Mount Maunganui auf. Sie stammt aus einer Familie von Māori und weißen Neuseeländern. Als Winstanley sieben Jahre alt war, wurde sie von einem Bekannten missbraucht; kurz darauf trennten sich ihre Eltern. Sie blieb zunächst bei ihrem Vater und zog später wieder zu ihrer Mutter nach Auckland.
Seit sie Merata Mitas Dokumentarfilm Bastion Point: Day 507 at School (1980) gesehen hatte, wollte Winstanley selbst Filmemacherin werden. Mit 21 Jahren wurde sie zum ersten Mal Mutter, der Vater verließ die Familie kurz darauf. Gemeinsam mit einer ebenfalls alleinerziehenden Freundin begann sie ein Studium an der University of Waikato. Nach einem schweren Autounfall benötigte sie mehrere Monate zur Regeneration und Überwindung einer Depression. Danach setzte sie ihr Studium an der Auckland University of Technology fort, wo ihre Mutter sie unterstützen konnte.
Nach Abschluss des Studiums begann sie ihre Karriere beim Produktionsstudio Kiwa Productions. Kurz darauf führte sie beim Dokumentarfilm Tame Iti: The Man Behind the Moko (2005) erstmals Regie. Danach übernahm sie zunehmend Aufgaben als Filmproduzentin bei Fernsehproduktionen. So entstanden diverse Filmen über Filmemacher wie Merata Mita und Musiker wie Dean Hapeta. 2014 produzierte Winstanley die Horrorkomödie 5 Zimmer Küche Sarg. Die Produktion des Films Jojo Rabbit brachte ihr bei der Oscarverleihung 2020 gemeinsam mit Carthew Neal und Taika Waititi eine Oscar-Nominierung für den besten Film ein.
Neben dem von ihr allein aufgezogenen Sohn hat Winstanley zwei weitere Töchter, die aus ihrer Ehe mit Regisseur Taika Waititi hervorgingen. Nach Medienberichten leben Winstanley und Waititi seit dem Jahr 2018 getrennt.

## Filmografie (Auswahl)
Regisseurin
- 2005: Tame Iti – The Man Behind the Moko (Fernsehdokumentarfilm)
- 2006: Butt Why? (Fernsehdokumentarfilm)
- 2010: Haumanu (Fernsehfilm)
- 2016: Sech'el (Kurzfilm)
- 2017: Waru
- 2018: Little King (Kurzfilm)
- 2019: Forgive Me (Kurzfilm)

Produzentin
- 2006: Butt Why? (Fernsehdokumentarfilm)
- 2007: Kete Aronui – Richard Nunns (Fernsehdokumentarfilm)
- 2007: Kete Aronui – Taane Mete & Taiaroa Royal (Fernsehdokumentarfilm)
- 2007: Kete Aronui – Merata Mita (Fernsehdokumentarfilm)
- 2007: Kete Aronui – Dean Hapeta (Fernsehdokumentarfilm)
- 2011: Ebony Society (Kurzfilm)
- 2011: Meathead (Kurzfilm)
- 2011: Te Whakarauora Tangata (Dokumentarfilm)
- 2011: Sonny, My Older Brother (Kurzfilm)
- 2012: Night Shift (Kurzfilm)
- 2014: 5 Zimmer Küche Sarg (What We Do in the Shadows)
- 2018: Merata: How Mum Decolonised the Screen (Dokumentarfilm)
- 2019: Jojo Rabbit
- 2021: Night Raiders